# Obirahmatgrot
De Obirahmatgrot (Engels: Obi-Rakhmat Grotto, Russisch: Оби-Рахмат) is een archeologische vindplaats uit het middenpaleolithicum waar fossielen van neanderthalers zijn gevonden. Het is een ondiepe karstgrot nabij de samenvloeiing van de rivieren Chatqol en Piskom aan het zuidwestelijke uiteinde van het Talas Alatau-gebergte, 100 kilometer ten noordoosten van Tasjkent, Oezbekistan.

## Opgravingen
De Obirahmatgrot werd in 1962 ontdekt door een team van het Instituut voor Geschiedenis en Archeologie van Oezbekistan, onder leiding van Abdoelachad Moechamedzjanov. De eerste opgravingen werden uitgevoerd onder toezicht van Michail Gerasimov en H.K. Nasretdinov en van 1964 tot 1965 door R.H. Suleimanov. In 1998 hervatte een internationaal multidisciplinair team de opgravingen onder leiding van Anatoli Derevjanko, Andrej Krivosjapkin en Patrick J. Wrinn. 

## Stratigrafie
De grot is 9 m lang, 20 m breed bij de ingang en 11.8 m hoog en op een hoogte van 1.250 m. 
De reeks afzettingen heeft een diepte van ongeveer 10 m en is op basis van textuur en archeologische inhoud verdeeld in 22 stratigrafische eenheden. De rijke verzameling stenen werktuigen wijst op een langdurige bewoning door neanderthalers.
De artefacten omvatten kernstekers op grote afslagen, unidirectionele kling- en afslagkernen (meestal geretoucheerde klingen en geretoucheerde puntige klingen, terwijl andere veelvoorkomende typen stekers, atypische eindschrabbers, zijschrabbers, Moustérien-punten en Levallois-vormen zijn. De Levallois-vormen zijn geconcentreerd in de onderste lagen, vooral in laag 19. De belangrijkste grondstof is lokaal versteend kalksteen.
De gereedschapsindustrie verschilt slechts op kleine punten van de klassieke en langwerpige Levallois-punten van Kara-Bom. De vondsten van Obirahmat vertonen overeenkomsten met artefacten uit zowel het late middenpaleolithicum als het vroege laatpaleolithicum uit Zuidwest-Azië en het Altajgebergte. Het lijkt erop dat het laatpaleolithicum in de Altaj is ontstaan uit een lokale middenpaleolithische cultuur die zich ongeveer 100.000 tot 50.000 jaar geleden in het gebied vestigde. Op basis van het materiaal van de meest recente opgravingen uit 2007 tot 2009 is er reden om aan te nemen dat de stenen werktuigen van Obirahmat een overgangsindustrie uit het midden- tot laatpaleolithicum vertegenwoordigen. 
Laag 19 lijkt een reeks van uitzonderlijk intensieve bewoningsperiodes te vertegenwoordigen vanwege de hoge dichtheid aan vondsten en de aanwezigheid van houtskool, verbrande botten en artefacten.

## Chronologie
Uranium-thoriumdateringen van travertijnsedimenten variëren van 70.000 tot 100.000 BP. Deze resultaten zijn minder betrouwbaar vanwege het hoge uraniumgehalte en de aanwezigheid van detritus, dat gedateerde sedimenten verontreinigt. ESR-analyse van tandglazuur voor acht Bovidae geeft een leeftijdsschatting van ca. 57.000 tot 73.000 BP (lagen 12-14) en ca. 87.000 BP (basale laag 21.1). De voorlopige resultaten van OSL-datering op sedimenten van verschillende profiellocaties gaven uniforme leeftijden voor alle culturele successies: laag 5.1 (56.000 ± 3200 BP), laag 8.1 (60.100 ± 3000 BP) en laag 21.2 (61.400 ± 3600 BP).
Delen van de sequentie vallen buiten de gevoeligheidsgrens van de C14-dateringsmethode. Laag 9, gedateerd op 42.100 BP, valt echter ruim binnen de grens. Mogelijk is de ouderdom van laag 14.1 (48.800 BP) een minimale schatting, maar er is meer onderzoek nodig om de ouderdom nauwkeurig te bepalen. De werkelijke ouderdom van laag 14 is nog steeds onderwerp van discussie.

## Fauna
De fauna wordt gedomineerd door de Siberische steenbok (Capra sibirica) en het edelhert (Cervus elaphus), die 90% van de geïdentificeerde fossielen uitmaken. Andere dierlijke resten zijn onder meer schapen (Ovis sp.), wilde zwijnen (Sus scrofa), vossen (Vulpes vulpes) en marmotten (Marmota sp.). Resten van carnivoren zijn zeldzaam.
Er zijn doorgaand aanwijzingen voor menselijke bewerkingen aan de botten, zoals snijwonden, conchoïdale impact, littekens en verbranding. De stenen werktuigen en dierlijke resten suggereren dat de site herhaaldelijk door mensen werd gebruikt als een kortdurige jacht- en slachtplaats. 

## Menselijke resten
In 2003 werden menselijke resten gevonden in laag 16. Ze bestaan uit 6 geïsoleerde permanente boventanden en 121 schedelfragmenten, alles van één enkele juveniel (OR 1). Het vertoont een gebit dat relatief lijkt op dat van een neanderthaler, maar heeft een meer dubbelzinnige schedelanatomie (bijvoorbeeld de grootte van de wandbeenderen en aspecten van het uitwendige oppervlak van de slaapbeenderen). Deze komen niet overeen met bestaande beschrijvingen van sub-volwassen neanderthalers. 

### Morfologie
De zes geïsoleerde, permanente tanden bestonden uit een bovenste laterale snijtand, bovenste derde premolaar, bovenste vierde premolaar, bovenste eerste molaar en een bovenste tweede molaar, naast 121 schedelfragmenten. Alle gevonden tanden hadden complete kronen met ontwikkelde wortels. Omdat de grootte van de wortels bij elke tand varieert, is het lastig vast te stellen of ze beschadigd zijn, of hoe lang ze zijn vanwege de ontwikkeling. Er werd vastgesteld dat alle stukken, geschat op basis van de relatieve wortelontwikkeling en de mate van slijtage van de tanden, toebehoorden aan een minderjarige tussen de 9 en 12 jaar oud. Het geslacht is nog onbekend. De gevonden tanden vertonen kenmerken van neanderthalers. Sommige vertonen taurodontisme, een verschijnsel dat vooral voorkomt bij neanderthalers. 
Onderzoeken naar de gevonden schedeldelen zijn minder eenduidig en moeilijker te linken aan neanderthalers. Het wandbeen lijkt meer op anatomisch moderne mensen, terwijl andere schedelbotten gelinkt kunnen worden aan de schedel van neanderthalers. Het sub-adulte bot leverde niet-gekalibreerde data op, variërend van 29.990 ± 500 BP tot 37.800 ± 450 BP. De beste chronologische schatting is tot op heden ca. 60.000 tot 90.000 BP en 70.000 BP. 

### DNA-analyse
De mitochondriale DNA-sequenties van de Obirahmat-subvolwassene en het Teshik Tosh-kind vallen binnen de Europese neanderthaler mtDNA-variatie, wat aantoont dat beide individuen tot een populatie behoorden die verwant was aan de Europese en West-Aziatische neanderthalers. De mtDNA-sequentie van Teshik Tosh lijkt echter nauwer verwant te zijn aan de mtDNA-sequentie van Scladina in West-Europa dan aan de sequentie uit de Okladnikovgrot. De afwezigheid van diepe mtDNA-divergentie laat zien dat de Centraal-Aziatische, Kaukasische en Europese neanderthalers niet lang van elkaar gescheiden waren, wat de opvatting ondersteunt dat Centraal-Azië relatief recent door neanderthalers werd gekoloniseerd, misschien niet vóór een uitzonderlijk warme periode rond 125.000 BP. 